# 巴扎爾內瑟茲甘區

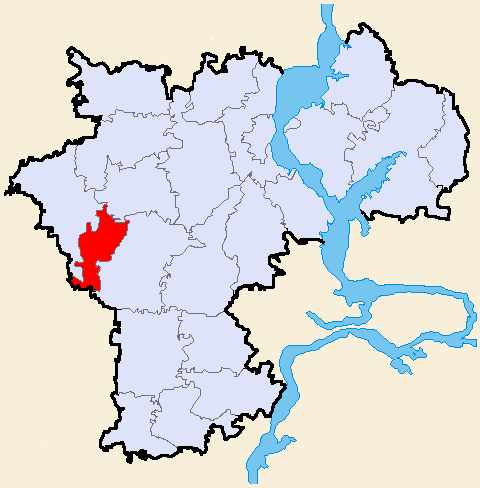
巴扎爾內瑟茲甘區位于乌里扬诺夫斯克州的位置

53°45′07″N 46°45′37″E / 53.75194°N 46.76028°E
巴扎爾內瑟茲甘區（俄语：Базарносызганский район），是俄羅斯的一個區，位於該國西南部，由烏里揚諾夫斯克州負責管轄，始建於1935年，面積825.2平方公里，2010年人口10,083，人口密度每平方公里12.22人。